# Monodelphis brevicaudata
Monodelphis brevicaudata là một loài động vật có vú trong họ Didelphidae, bộ Didelphimorphia. Loài này được Erxleben mô tả năm 1777.